# Umaga (Wrestler)
Edward „Eddie“ Umar Fatu (* 28. März 1973 in San Francisco, Kalifornien; † 4. Dezember 2009 in Houston, Texas), besser bekannt unter seinem Ringnamen Umaga, war ein US-amerikanischer Wrestler samoanischer Herkunft. Er war bis zum Juni 2009 bei der Wrestlingorganisation World Wrestling Entertainment tätig und trat dort bei deren wöchentlichen Sendungen und Großveranstaltungen auf. Fatu führte die Tradition der großen und sehr erfolgreichen Wrestlingfamilie Anoaʻi fort. Sein größter Erfolg war der zweifache Erhalt des WWE Intercontinental Champion Titels.

## Leben und Tod
Edward Fatu war ein Angehöriger der seit Jahrzehnten im Wrestling vertretenen Anoaʻi-Familie. Er war der Bruder von Solofa Fatu (Headshrinker Fatu / Rikishi) und Sam Fatu (Tonga Kid). Zu seinen Cousins gehörten unter anderem Dwayne Johnson (The Rock), Leati Joseph Anoaʻi (Roman Reigns), Samula Anoaʻi (Headshrinker Samu), der verstorbene Matt Anoaʻi (Rosey/Kimo) und der verstorbene Rodney Anoaʻi (Yokozuna). Die früheren Wild Samoans Arthur Anoaʻi (Afa) und Leati Anoaʻi (Sika), sowie James Reiher (Jimmy „Superfly“ Snuka) waren seine Onkel. Seine Neffen Jimmy Uso und Jey Uso sind momentan bei der WWE aktiv.
Am 4. Dezember 2009 wurde Fatu in ein Krankenhaus in Houston, Texas eingeliefert, nachdem er zu Hause von seiner Ehefrau leblos vor dem Fernseher sitzend gefunden wurde. Laut Medienaussagen erlitt er am Morgen des 4. Dezember einen Herzinfarkt. Im Krankenhaus erlitt er einen weiteren Herzinfarkt und verstarb zwischen 17 und 18 Uhr Ortszeit.
Über die Gründe der zwei Herzinfarkte herrschte lange Zeit Ungewissheit, eine Obduktion ergab eine Mischung aus Schmerzmitteln, Valium und dem Muskelentspannungspräparat Soma, was in dieser Kombination zum Tode Fatus führte.

## Karriere

### Anfänge / World Wrestling Federation
Fatu wurde von seinem Onkel Afa trainiert und begann 1995 mit dem Wrestling. Bereits 1996 war er kurzzeitig in der damaligen World Wrestling Federation zu sehen, als er in Angles mit seinem Cousin Matt Anoaʻi und seinem Bruder Solofa Fatu auftrat.
Zusammen mit Matt trat er anschließend im Tag Team The Island Boyz hauptsächlich in kleineren Independent-Ligen an, bis sie 2002 von der WWE verpflichtet wurden.
Fatus erste WWE-Zeit wurde ohne größere Erfolge nach knapp einem Jahr beendet, nachdem er vor einem Nachtclub in eine reale Auseinandersetzung mit einem Mann geriet.

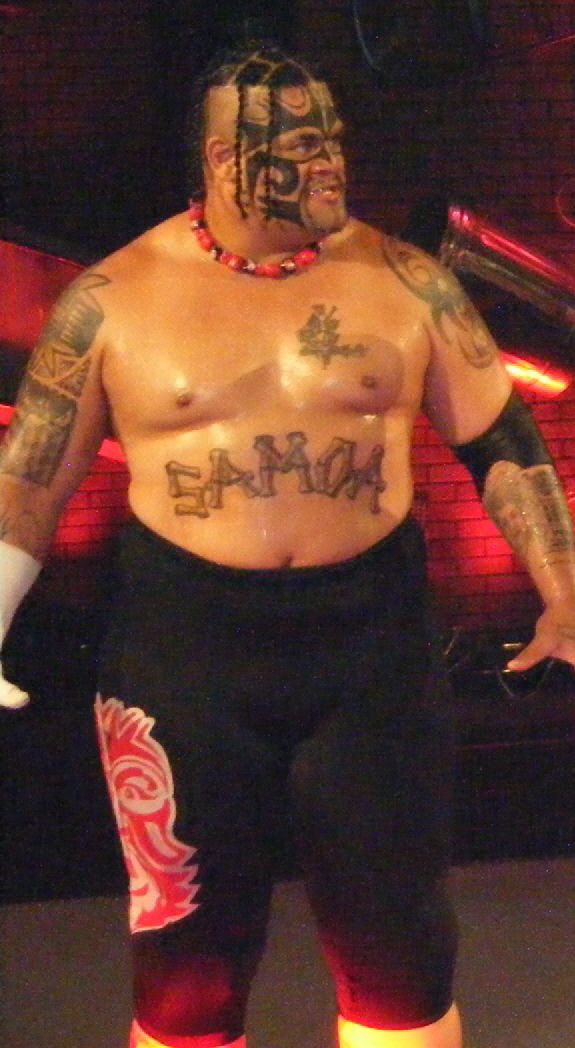
Umaga in der WWE, 2007

### Total Nonstop Action Wrestling / All Japan Pro Wrestling
Wenige Monate nach seiner Entlassung wurde Fatu von Total Nonstop Action Wrestling verpflichtet.
Später wechselte Fatu nach Japan und trat für All Japan Pro Wrestling an. Zusammen mit Maunakea Mossman (Taiyō Kea) nahm er an der World’s Strongest Tag Team League 2004 teil, die die beiden für sich entscheiden durften. Im Januar 2005 durften sie die AJPW Unified World Tag Team Championship-Titel gewinnen und hielten sie fast ein Jahr. Sie mussten die Titel verlieren, als Fatu im Dezember 2005 zur WWE zurückkehrte.

### World Wrestling Entertainment
Fatu trat ab dem 3. April 2006 als Umaga bei Raw auf. Zunächst durfte er eine Serie von Squash-Matches gewinnen.
Ab Ende des Jahres bis zum nächstjährigen Royal Rumble fehdete Fatu erfolglos gegen den WWE Champion John Cena.
Am 19. Februar 2007 durfte er bei Raw den Intercontinental Champion Jeff Hardy besiegen und gewann so seinen ersten Titel. Es folgte eine Fehde mit der McMahon-Familie gegen Bobby Lashley bis Juni 2007. Am 16. April 2007 musste er dabei seinen Intercontinental Titel gegen den damals debütierenden Santino Marella verlieren, durfte diesen aber am 2. Juli 2007 wieder zurückgewinnen. In der Raw-Ausgabe am 3. September 2007 musste er seinen Titel an Jeff Hardy verlieren, da Umaga wegen Dopings 30 Tage von der WWE suspendiert wurde.
Am 23. Juni 2008 ließ man Fatu zur Freitagssendung SmackDown wechseln. Jedoch verletzte er sich kurze Zeit später und musste bis Januar 2009 pausieren. Kurz später verletzte er sich erneut und kehrte in der SmackDown-Show vom 1. Mai 2009 als Fehdengegener von CM Punk zurück. Am 7. Juni 2009 bestritt er sein letztes WWE-Match gegen selbigen bei Extreme Rules. Einen Tag später gab WWE auf ihrer Website bekannt, Fatu wegen Verstoßes gegen die Wellness Policy entlassen zu haben.

### Independent, Hulkamania
Wenige Tage nach der Entlassung von WWE stand Umaga schon wieder für die WWC im Ring. Im November 2009 nahm er unter dem Namen Osu Fatu an der von Hulk Hogan veranstalteten „Hulkamania Let The Battle Begin Tour“ teil, dort bestritt er vier Matches.

## Erfolge
- All Japan Pro Wrestling

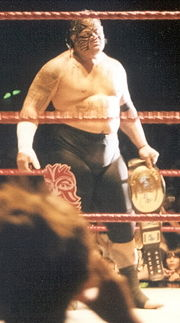
Umaga ist zweimaliger WWE Intercontinental Championship

- 1× AJPW Unified World Tag Team Champion (mit Taiyō Kea)
- Sieger der World’s Strongest Tag Team League 2004 (mit Taiyō Kea)

- Frontier Martial-Arts Wrestling / World Entertainment Wrestling

- 1× FMW/WEW Hardcore Tag Team Champion (mit Matt Anoaʻi)

- Hawaiʻi Championship Wrestling

- 1× HCW Kekaulike Heritage Tag Team Champion (mit Taiyō Kea)

- Heartland Wrestling Association

- 1× HWA Tag Team Champion (mit Kimo)

- Memphis Championship Wrestling

- 3× MCW Southern Tag Team Champion (mit Kimo)

- World Wrestling Entertainment

- 2× WWE Intercontinental Champion